# Lete Aituto (Ort)
Lete Aituto ist ein osttimoresischer Ort im Suco Raiheu (Verwaltungsamt Cailaco, Gemeinde Bobonaro).
Die Gebäude liegen verstreut im Nordosten der Aldeia Lete Aituto, auf einer Meereshöhe von 960 m. Das Zentrum befindet sich am Nordhang des Foho Aituto (964 m). Jenseits des Kamms fällt eine Felswand steil über 100 m ab. Der Gipfel des Berges liegt östlich des Ortes. Im Westen überquert eine kleine Straße den Berg und führt zu weiteren Häusern. Im Süden erreicht man über die Straße Daru Asa, den Hauptort des Sucos. Nach Norden führt die Straße nach Tuturema und Nuapu im Suco Atudara.
Im Westen erhebt sich die Steilwand des Leolaco (1916 m).